# استیون باوئر
استیون باوئر (انگلیسی: Steven Bauer؛ زادهٔ ۲ دسامبر ۱۹۵۶) بازیگر اهل ایالات متحده آمریکا است. وی از سال ۱۹۷۷ میلادی تاکنون مشغول فعالیت بوده‌است.
از فیلم‌هایی که وی در آن نقش داشته است، می‌توان به گانگستر، صورت‌زخمی، قاچاق، شهر گمشده، ترس کهن، سمی، سمت وحشی، زنان بازنده هستند، مکعب درخشان و حقیقتی تلخ اشاره کرد.